# Puchar Europy w narciarstwie dowolnym 2024/2025
Puchar Europy w narciarstwie dowolnym w sezonie 2024/2025 to kolejna edycja tej imprezy. Cykl rozpoczął się 6 grudnia 2024 r. w holenderskiej Hadze, a zakończył 12 kwietnia 2025 r. w szwajcarskim ośrodku narciarskim Corvatsch.
Łącznie zorganizowano 49 konkursów dla kobiet i mężczyzn.

## Konkurencje
- AE = skoki akrobatyczne
- MO = jazda po muldach
- DM = jazda po muldach podwójnych
- SX = skicross
- SS = slopestyle
- BA = big air
- HP = halfpipe
- RE = rail event

Na liście klasyfikacji widnieje również oznaczenie MODM, które nie odzwierciedla bezpośrednio żadnej konkurencji. Jest to zsumowana klasyfikacja jazdy po muldach i jazdy po muldach podwójnych.

## Kalendarz zawodów

### Freeski(SS/BA/HP/RE)

#### Mężczyźni
Zawody klasy premium (dodatkowo punktowane)
| Lp  | Data             | Miejscowość               | Konkurencja | 1. miejsce                 | 2. miejsce       | 3. miejsce                 |
| --- | ---------------- | ------------------------- | ----------- | -------------------------- | ---------------- | -------------------------- |
| 1.  | 6 grudnia 2024   | Haga                      | RE          | Mats Bjørndal              | Jérémy Boiston   | Alexandre Gumuchian        |
| 2.  | 9 stycznia 2025  | Prato Nevoso              | SS          | Fadri Rhyner               | Noah Viande      | Adrien Vaudaux             |
| 3.  | 18 stycznia 2025 | Seiser Alm                | SS          | Nils Rhyner                | Simo Peltola     | Kuura Koivisto             |
| 4.  | 23 stycznia 2025 | Font-Romeu                | SS          | Fadri Rhyner               | Timothé Sivignon | Antoine Adelisse           |
| 5.  | 24 stycznia 2025 | Font-Romeu                | BA          | Frank Wahlström            | Nils Rhyner      | Lars Ruchti                |
|     | 31 stycznia 2025 | Deštné v Orlických horách | SS          | Odwołano                   | Odwołano         | Odwołano                   |
| 6.  | 4 lutego 2025    | La Clusaz                 | SS          | Nicola Bolinger            | Frank Wahlström  | Luis Resch                 |
| 7.  | 6 lutego 2025    | La Clusaz                 | BA          | Matias Roche               | Teemu Lauronen   | Nicola Bolinger            |
|     | 9 lutego 2025    | Munakas                   | BA          | Odwołano                   | Odwołano         | Odwołano                   |
| 8.  | 13 lutego 2025   | Davos                     | BA          | Adrien Vaudaux             | Fadri Rhyner     | Nils Rhyner                |
| 9.  | 14 lutego 2025   | Davos                     | RE          | Fadri Rhyner               | Mathéo Charrière | Nils Rhyner                |
| 10. | 23 lutego 2025   | Kotelnica Białczańska     | BA          | Frank Wahlström            | Jakob Buchmeier  | Florian Pale               |
|     | 1 marca 2025     | Donovaly                  | BA          | Odwołano                   | Odwołano         | Odwołano                   |
| 11. | 8 marca 2025     | Szczyrk                   | RE          | Jakub Koula                | Tobiasz Szyndler | Eliasz Kiszka              |
| 12. | 13 marca 2025    | Laax                      | SS          | Frank Wahlström            | Fadri Rhyner     | Viktor Alexander Maksyagin |
| 13. | 15 marca 2025    | Laax                      | HP          | Finley Melville Ives       | Luke Harrold     | Cooper Breen               |
| 14. | 21 marca 2025    | St. Anton am Arlberg      | BA          | Viktor Alexander Maksyagin | Nils Rhyner      | Nicola Bolinger            |
|     | 1 kwietnia 2025  | Kitzsteinhorn             | HP          | Odwołano                   | Odwołano         | Odwołano                   |
| 15. | 5 kwietnia 2025  | Trysil                    | SS          | Birk Ruud                  | Nils Rhyner      | Fadri Rhyner               |
| 16. | 7 kwietnia 2025  | Corvatsch                 | HP          | Bennett Balogh             | Cooper Breen     | Alexander Swedenborg       |
| 17. | 9 kwietnia 2025  | Corvatsch                 | SS          | Fadri Rhyner               | Nils Rhyner      | Luke Harrold               |
| 18. | 12 kwietnia 2025 | Corvatsch                 | BA          | Kaditane Gomis             | Frank Wahlström  | Rai Kasamura               |

#### Wyniki reprezentantów Polski
| Zawodnik | Haga 06.12 | Prato Nevoso 09.01 | Seiser Alm 18.01 | Font-Romeu 23.01 | Font-Romeu 24.01 | La Clusaz 04.02 | La Clusaz 06.02 | Davos 13.02 | Davos 14.02 | Kotelnica Białczańska 23.02 | Szczyrk 08.03 | Laax 13.03 | Laax 15.03 | St. Anton am Arlberg 21.03 | Trysil 05.04 | Corvatsch 07.04 | Corvatsch 09.04 | Corvatsch 12.04 |
| Zawodnik | RE         | SS                 | SS               | SS               | BA               | SS              | BA              | BA          | RE          | BA                          | RE            | SS         | HP         | BA                         | SS           | HP              | SS              | BA              |
| Antoni Cukier | –          | –                  | –                | –                | –                | –               | –               | –           | –           | 13                          | 9             | –          | –          | 44                         | –            | –               | 75              | 54              |
| Hubert Dudek | –          | –                  | –                | –                | –                | –               | –               | –           | –           | 19                          | 13            | –          | –          | 57                         | –            | –               | 67              | 65              |
| Radosław Gąsienica-Kleryk | –          | –                  | –                | –                | –                | –               | –               | –           | –           | 25                          | –             | –          | –          | –                          | –            | –               | –               | –               |
| Hubert Pieprzak | –          | –                  | –                | –                | –                | –               | –               | –           | –           | 10                          | –             | –          | –          | 42                         | –            | –               | 66              | dns             |
| Max Rumian | –          | –                  | –                | –                | –                | –               | –               | –           | –           | 18                          | 14            | –          | –          | 61                         | –            | –               | –               | –               |
| Stanisław Solik | –          | –                  | –                | –                | –                | –               | –               | –           | –           | 12                          | 6             | –          | –          | 36                         | –            | –               | 43              | 49              |
| Tobiasz Szyndler | –          | –                  | –                | –                | –                | –               | –               | –           | –           | –                           | 2             | –          | –          | –                          | –            | –               | –               | –               |
| Szymon Wieteska | –          | –                  | –                | –                | –                | –               | –               | –           | –           | –                           | 12            | –          | –          | –                          | –            | –               | –               | –               |
| 1-3 4-30 poniżej 30 dnf – Zawodnik nie ukończył przejazdu dns – Zawodnik nie wystartował (pomimo zgłoszenia) dsq – Zawodnik został zdyskwalifikowany |            |                    |                  |                  |                  |                 |                 |             |             |                             |               |            |            |                            |              |                 |                 |                 |

#### Kobiety
Zawody klasy premium (dodatkowo punktowane)
| Lp  | Data             | Miejscowość               | Konkurencja | 1. miejsce        | 2. miejsce        | 3. miejsce            |
| --- | ---------------- | ------------------------- | ----------- | ----------------- | ----------------- | --------------------- |
| 1.  | 6 grudnia 2024   | Haga                      | RE          | María Esteban Uña | Alaïs Develay     | Tereza Korábová       |
| 2.  | 9 stycznia 2025  | Prato Nevoso              | SS          | Maria Gasslitter  | Liina Kuivalainen | Alessia Ambrosi       |
| 3.  | 18 stycznia 2025 | Seiser Alm                | SS          | Maria Gasslitter  | Liina Kuivalainen | Alessia Ambrosi       |
| 4.  | 23 stycznia 2025 | Font-Romeu                | SS          | Maria Gasslitter  | Alessia Ambrosi   | Amélie Cancel         |
| 5.  | 24 stycznia 2025 | Font-Romeu                | BA          | Amélie Cancel     | Maria Gasslitter  | Alessia Ambrosi       |
|     | 31 stycznia 2025 | Deštné v Orlických horách | SS          | Odwołano          | Odwołano          | Odwołano              |
| 6.  | 4 lutego 2025    | La Clusaz                 | SS          | Maria Gasslitter  | Alessia Ambrosi   | Amélie Cancel         |
| 7.  | 6 lutego 2025    | La Clusaz                 | BA          | Ingrid Gullhagen  | Nora Wold Lunner  | Ingvild Almås Hagland |
|     | 9 lutego 2025    | Munakas                   | BA          | Odwołano          | Odwołano          | Odwołano              |
| 8.  | 13 lutego 2025   | Davos                     | BA          | Maria Gasslitter  | Alessia Ambrosi   | Nour El Khazen        |
| 9.  | 14 lutego 2025   | Davos                     | RE          | Alessia Ambrosi   | Maria Gasslitter  | Evenelle Bonnet       |
| 10. | 23 lutego 2025   | Kotelnica Białczańska     | BA          | Kateryna Kocar    | Marija Anijczyn   | Lillian Buszko        |
|     | 1 marca 2025     | Donovaly                  | BA          | Odwołano          | Odwołano          | Odwołano              |
| 11. | 8 marca 2025     | Szczyrk                   | RE          | María Esteban Uña | Sandra Caune      | Ella Hall             |
| 12. | 13 marca 2025    | Laax                      | SS          | Mischa Thomas     | Maria Gasslitter  | Ingrid Gullhagen      |
| 13. | 15 marca 2025    | Laax                      | HP          | Liu Yishan        | Kaitlyn Reital    | Nanaho Kiriyama       |
| 14. | 21 marca 2025    | St. Anton am Arlberg      | BA          | Lina Häggström    | Maria Gasslitter  | Anna Rauchmann        |
|     | 1 kwietnia 2025  | Kitzsteinhorn             | HP          | Odwołano          | Odwołano          | Odwołano              |
| 15. | 5 kwietnia 2025  | Trysil                    | SS          | Liina Kuivalainen | Lina Häggström    | Kristi Stølen         |
| 16. | 7 kwietnia 2025  | Corvatsch                 | HP          | Mischa Thomas     | Nanaho Kiriyama   | Naemi Stump           |
| 17. | 9 kwietnia 2025  | Corvatsch                 | SS          | Maria Gasslitter  | Kiho Sugawara     | Nour El Khazen        |
| 18. | 12 kwietnia 2025 | Corvatsch                 | BA          | Kiho Sugawara     | Maria Gasslitter  | Nour El Khazen        |

#### Wyniki reprezentantek Polski
| Zawodniczka | Haga 06.12 | Prato Nevoso 09.01 | Seiser Alm 18.01 | Font-Romeu 23.01 | Font-Romeu 24.01 | La Clusaz 04.02 | La Clusaz 06.02 | Davos 13.02 | Davos 14.02 | Kotelnica Białczańska 23.02 | Szczyrk 08.03 | Laax 13.03 | Laax 15.03 | St. Anton am Arlberg 21.03 | Trysil 05.04 | Corvatsch 07.04 | Corvatsch 09.04 | Corvatsch 12.04 |
| Zawodniczka | RE         | SS                 | SS               | SS               | BA               | SS              | BA              | BA          | RE          | BA                          | RE            | SS         | HP         | BA                         | SS           | HP              | SS              | BA              |
| Magdalena Rusak | –          | –                  | –                | –                | –                | –               | –               | –           | –           | –                           | 6             | –          | –          | –                          | –            | –               | –               | –               |
| 1-3 4-30 poniżej 30 dnf – Zawodniczka nie ukończyła przejazdu dns – Zawodniczka nie wystartowała (pomimo zgłoszenia) dsq – Zawodniczka została zdyskwalifikowana |            |                    |                  |                  |                  |                 |                 |             |             |                             |               |            |            |                            |              |                 |                 |                 |

#### Klasyfikacje
| Lp. | Zawodnik                   | Punkty |
| --- | -------------------------- | ------ |
| 1.  | Fadri Rhyner               | 598    |
| 2.  | Frank Wahlström            | 521    |
| 3.  | Nils Rhyner                | 510    |
| 4.  | Nicola Bolinger            | 385    |
| 5.  | Adrien Vaudaux             | 357    |
| 6.  | Viktor Alexander Maksyagin | 259    |
| 7.  | Lars Ruchti                | 255    |
| 8.  | Kaditane Gomis             | 252    |
| 9.  | Matias Roche               | 249    |
| 10. | Florian Pale               | 209    |

| Lp. | Zawodnik        | Punkty |
| --- | --------------- | ------ |
| 1.  | Fadri Rhyner    | 470    |
| 2.  | Nils Rhyner     | 350    |
| 3.  | Frank Wahlström | 301    |
| 4.  | Nicola Bolinger | 265    |
| 5.  | Adrien Vaudaux  | 182    |
| 6.  | Lars Ruchti     | 145    |
| 7.  | Elias Lajunen   | 138    |
| 8.  | Matias Roche    | 127    |
| 9.  | Florian Pale    | 126,5  |
| 10. | Noah Schallert  | 115    |

| Lp. | Zawodnik                   | Punkty |
| --- | -------------------------- | ------ |
| 1.  | Frank Wahlström            | 360    |
| 2.  | Nils Rhyner                | 270    |
| 3.  | Adrien Vaudaux             | 261    |
| 4.  | Fadri Rhyner               | 186    |
| 5.  | Kaditane Gomis             | 168    |
| 6.  | Lars Ruchti                | 160    |
| 7.  | Viktor Alexander Maksyagin | 158,5  |
| 8.  | Nicola Bolinger            | 135    |
| 9.  | Matias Roche               | 130    |
| 10. | Noah Schallert             | 130    |

| Lp. | Zawodnik             | Punkty |
| --- | -------------------- | ------ |
| 1.  | Bennett Balogh       | 175    |
| 2.  | Cooper Breen         | 170    |
| 3.  | Finley Melville Ives | 150    |
| 4.  | Luke Harrold         | 120    |
| 5.  | Alexander Swedenborg | 108    |
| 6.  | Kazuma Saka          | 93,5   |
| 7.  | Sam Gaskin           | 79     |
| 8.  | Samuel Baumgartner   | 67,5   |
| 9.  | Shin Dong-ho         | 66     |
| 10. | Alan Bornet          | 60     |

| Lp. | Zawodnik            | Punkty |
| --- | ------------------- | ------ |
| 1.  | Alexandre Gumuchian | 142    |
| 2.  | Jérémy Boiston      | 116    |
| 3.  | Mats Bjørndal       | 100    |
| 3.  | Jakub Koula         | 100    |
| 3.  | Fadri Rhyner        | 100    |
| 6.  | Mathéo Charrière    | 80     |
| 6.  | Tobiasz Szyndler    | 80     |
| 8.  | Eliasz Kiszka       | 60     |
| 8.  | Nils Rhyner         | 60     |
| 10. | Niklas Oberrauch    | 50     |
| 10. | Matéo Socquet       | 50     |

| Lp. | Zawodniczka       | Punkty |
| --- | ----------------- | ------ |
| 1.  | Maria Gasslitter  | 690    |
| 2.  | Alessia Ambrosi   | 427,5  |
| 3.  | Amélie Cancel     | 368    |
| 4.  | Nour El Khazen    | 300    |
| 5.  | Ingrid Gullhagen  | 280    |
| 6.  | Kiho Sugawara     | 270    |
| 7.  | Liina Kuivalainen | 260    |
| 8.  | Victoire Tillier  | 255,5  |
| 9.  | Viivi Paljärvi    | 236,5  |
| 10. | Lina Häggström    | 234    |

| Lp. | Zawodniczka       | Punkty |
| --- | ----------------- | ------ |
| 1.  | Maria Gasslitter  | 470    |
| 2.  | Alessia Ambrosi   | 287,5  |
| 3.  | Liina Kuivalainen | 260    |
| 4.  | Amélie Cancel     | 218    |
| 5.  | Ingrid Gullhagen  | 180    |
| 6.  | Victoire Tillier  | 162,5  |
| 7.  | Mischa Thomas     | 150    |
| 8.  | Nour El Khazen    | 150    |
| 9.  | Viivi Paljärvi    | 142,5  |
| 10. | Lina Häggström    | 134    |

| Lp. | Zawodniczka      | Punkty |
| --- | ---------------- | ------ |
| 1.  | Maria Gasslitter | 380    |
| 2.  | Alessia Ambrosi  | 229    |
| 3.  | Nour El Khazen   | 182    |
| 4.  | Victoire Tillier | 161    |
| 5.  | Kiho Sugawara    | 150    |
| 6.  | Amélie Cancel    | 150    |
| 7.  | Emilie Lewis     | 145    |
| 8.  | Ingrid Gullhagen | 100    |
| 8.  | Lina Häggström   | 100    |
| 8.  | Kateryna Kocar   | 100    |

| Lp. | Zawodniczka     | Punkty |
| --- | --------------- | ------ |
| 1.  | Nanaho Kiriyama | 170    |
| 2.  | Mischa Thomas   | 160    |
| 3.  | Kaitlyn Reital  | 160    |
| 4.  | Liu Yishan      | 150    |
| 5.  | Naemi Stump     | 135    |
| 6.  | Keira Devenoges | 117,5  |
| 7.  | Alena Stump     | 99     |
| 8.  | Alani Klebeck   | 72     |
| 9.  | Lim Yeon-ju     | 62     |
| 10. | Kiana Klebeck   | 48     |

| Lp. | Zawodniczka          | Punkty |
| --- | -------------------- | ------ |
| 1.  | María Esteban Uña    | 200    |
| 2.  | Ella Hall            | 110    |
| 3.  | Alessia Ambrosi      | 100    |
| 4.  | Sandra Caune         | 80     |
| 4.  | Alaïs Develay        | 80     |
| 4.  | Maria Gasslitter     | 80     |
| 7.  | Evenelle Bonnet      | 60     |
| 7.  | Tereza Korábová      | 60     |
| 9.  | Ellen Damsgaard      | 50     |
| 10. | Alia Delia Eichinger | 45     |
| 10. | Nikola Upīte         | 45     |

### Muldy(MO/DM)

#### Mężczyźni
| Lp  | Data             | Miejscowość   | Konkurencja | 1. miejsce             | 2. miejsce             | 3. miejsce             |
| --- | ---------------- | ------------- | ----------- | ---------------------- | ---------------------- | ---------------------- |
| 1.  | 25 stycznia 2025 | Duved         | MO          | Gordon Berg            | Jakob Hansson Mathisen | Noel Gravenfors        |
| 2.  | 26 stycznia 2025 | Duved         | DM          | Jakob Hansson Mathisen | Gordon Berg            | Antoine Tene           |
| 3.  | 1 lutego 2025    | Jyväskylä     | MO          | Jakob Hansson Mathisen | Karl Wärme             | Linus Johansson        |
| 4.  | 2 lutego 2025    | Jyväskylä     | MO          | Karl Wärme             | Noel Gravenfors        | Noé Lameille           |
|     | 6 lutego 2025    | Sztokholm     | DM          | Odwołano               | Odwołano               | Odwołano               |
|     | 7 lutego 2025    | Sztokholm     | DM          | Odwołano               | Odwołano               | Odwołano               |
| 5.  | 7 lutego 2025    | Jyväskylä     | MO          | Karl Wärme             | Jakob Hansson Mathisen | Gordon Berg            |
| 6.  | 8 lutego 2025    | Jyväskylä     | DM          | Noé Lameille           | Antoine Tene           | Gordon Berg            |
| 7.  | 22 lutego 2025   | Montafon/Golm | MO          | Jakob Hansson Mathisen | Karl Wärme             | Gordon Berg            |
| 8.  | 23 lutego 2025   | Montafon/Golm | DM          | Gordon Berg            | Karl Wärme             | Antoine Tene           |
| 9.  | 6 marca 2025     | Bílá          | MO          | Karl Wärme             | Gordon Berg            | Jakob Hansson Mathisen |
| 10. | 7 marca 2025     | Bílá          | DM          | Gordon Berg            | Maksim Jemieljanow     | Jakob Hansson Mathisen |

#### Kobiety
| Lp  | Data             | Miejscowość   | Konkurencja | 1. miejsce    | 2. miejsce       | 3. miejsce         |
| --- | ---------------- | ------------- | ----------- | ------------- | ---------------- | ------------------ |
| 1.  | 25 stycznia 2025 | Duved         | MO          | Elis Lundholm | Lise Bertrand    | Nova Nilsson       |
| 2.  | 26 stycznia 2025 | Duved         | DM          | Elis Lundholm | Lise Bertrand    | Pien Bierens       |
| 3.  | 1 lutego 2025    | Jyväskylä     | MO          | Nova Nilsson  | Elis Lundholm    | Pien Bierens       |
| 4.  | 2 lutego 2025    | Jyväskylä     | MO          | Nova Nilsson  | Elis Lundholm    | Lise Bertrand      |
|     | 6 lutego 2025    | Sztokholm     | DM          | Odwołano      | Odwołano         | Odwołano           |
|     | 7 lutego 2025    | Sztokholm     | DM          | Odwołano      | Odwołano         | Odwołano           |
| 5.  | 7 lutego 2025    | Jyväskylä     | MO          | Nova Nilsson  | Elis Lundholm    | Laura Eckle        |
| 6.  | 8 lutego 2025    | Jyväskylä     | DM          | Elis Lundholm | Nova Nilsson     | Pien Bierens       |
| 7.  | 22 lutego 2025   | Montafon/Golm | MO          | Nova Nilsson  | Elis Lundholm    | Manuela Passaretta |
| 8.  | 23 lutego 2025   | Montafon/Golm | DM          | Elis Lundholm | Nova Nilsson     | Laura Eckle        |
| 9.  | 6 marca 2025     | Bílá          | MO          | Elis Lundholm | Nova Nilsson     | Laura Eckle        |
| 10. | 7 marca 2025     | Bílá          | DM          | Elis Lundholm | Zuzana Tlapáková | Laura Eckle        |

#### Klasyfikacje
| Lp. | Zawodnik               | Punkty |
| --- | ---------------------- | ------ |
| 1.  | Gordon Berg            | 726    |
| 2.  | Jakob Hansson Mathisen | 712    |
| 3.  | Karl Wärme             | 621    |
| 4.  | Noel Gravenfors        | 440    |
| 5.  | Antoine Tene           | 383    |
| 6.  | Maksim Jemieljanow     | 360    |
| 7.  | Noé Lameille           | 343    |
| 8.  | Linus Johansson        | 271    |
| 9.  | Riku Voutilainen       | 214    |
| 10. | Vít Zvalený            | 213    |

| Lp. | Zawodnik               | Punkty |
| --- | ---------------------- | ------ |
| 1.  | Jakob Hansson Mathisen | 470    |
| 2.  | Karl Wärme             | 464    |
| 3.  | Gordon Berg            | 386    |
| 4.  | Noel Gravenfors        | 264    |
| 5.  | Maksim Jemieljanow     | 201    |
| 6.  | Noé Lameille           | 191    |
| 7.  | Linus Johansson        | 176    |
| 8.  | Riku Voutilainen       | 166    |
| 9.  | Antoine Tene           | 159    |
| 10. | Vít Zvalený            | 134    |

| Lp. | Zawodnik               | Punkty |
| --- | ---------------------- | ------ |
| 1.  | Gordon Berg            | 340    |
| 2.  | Jakob Hansson Mathisen | 242    |
| 3.  | Antoine Tene           | 224    |
| 4.  | Noel Gravenfors        | 176    |
| 5.  | Maksim Jemieljanow     | 159    |
| 6.  | Karl Wärme             | 157    |
| 7.  | Noé Lameille           | 152    |
| 8.  | Hugo Duhem             | 96     |
| 9.  | Linus Johansson        | 95     |
| 10. | Linus Merz             | 82     |

| Lp. | Zawodniczka      | Punkty |
| --- | ---------------- | ------ |
| 1.  | Elis Lundholm    | 920    |
| 2.  | Nova Nilsson     | 760    |
| 3.  | Lise Bertrand    | 472    |
| 4.  | Pien Bierens     | 456    |
| 5.  | Laura Eckle      | 427    |
| 6.  | Rose Vuilloud    | 364    |
| 7.  | Margaux Tueta    | 352    |
| 8.  | Zuzana Tlapáková | 269    |
| 9.  | Natcha Frenkel   | 240    |
| 10. | Finn Smit        | 215    |

| Lp. | Zawodniczka        | Punkty |
| --- | ------------------ | ------ |
| 1.  | Nova Nilsson       | 540    |
| 2.  | Elis Lundholm      | 520    |
| 3.  | Lise Bertrand      | 272    |
| 4.  | Pien Bierens       | 262    |
| 5.  | Laura Eckle        | 251    |
| 6.  | Rose Vuilloud      | 223    |
| 7.  | Margaux Tueta      | 212    |
| 8.  | Finn Smit          | 157    |
| 9.  | Julija Fieklistowa | 150    |
| 10. | Zuzana Tlapáková   | 147    |

| Lp. | Zawodniczka      | Punkty |
| --- | ---------------- | ------ |
| 1.  | Elis Lundholm    | 400    |
| 2.  | Nova Nilsson     | 220    |
| 3.  | Lise Bertrand    | 200    |
| 4.  | Pien Bierens     | 194    |
| 5.  | Laura Eckle      | 176    |
| 6.  | Rose Vuilloud    | 141    |
| 7.  | Margaux Tueta    | 140    |
| 8.  | Zuzana Tlapáková | 122    |
| 9.  | Natcha Frenkel   | 122    |
| 10. | Beatrix Broad    | 64     |

### Skoki akrobatyczne(AE)

#### Mężczyźni
| Lp | Data            | Miejscowość | Konkurencja | 1. miejsce              | 2. miejsce              | 3. miejsce      |
| -- | --------------- | ----------- | ----------- | ----------------------- | ----------------------- | --------------- |
| 1. | 13 grudnia 2024 | Ruka        | AE          | Noé Roth                | Maksym Kuzniecow        | Lewis Irving    |
| 2. | 14 grudnia 2024 | Ruka        | AE          | Alexandre Duchaine      | Noé Roth                | Lewis Irving    |
| 3. | 7 marca 2025    | Airolo      | AE          | Pirmin Werner           | Noé Roth                | Ashton Salwan   |
| 4. | 8 marca 2025    | Airolo      | AE          | Noé Roth                | Dmytro Kotowski         | Pirmin Werner   |
| 5. | 5 kwietnia 2025 | Airolo      | AE          | Maksym Kuzniecow        | Dynmuchammed Rajymkułow | Andrin Läber    |
| 6. | 6 kwietnia 2025 | Airolo      | AE          | Dynmuchammed Rajymkułow | Maksym Kuzniecow        | Dmytro Kotowski |

#### Kobiety
| Lp | Data            | Miejscowość | Konkurencja | 1. miejsce    | 2. miejsce       | 3. miejsce     |
| -- | --------------- | ----------- | ----------- | ------------- | ---------------- | -------------- |
| 1. | 13 grudnia 2024 | Ruka        | AE          | Laura Peel    | Abbey Willcox    | Danielle Scott |
| 2. | 14 grudnia 2024 | Ruka        | AE          | Laura Peel    | Marion Thénault  | Abbey Willcox  |
| 3. | 7 marca 2025    | Airolo      | AE          | Oksana Jaciuk | Anhelina Brykina | Lina Kozomara  |
| 4. | 8 marca 2025    | Airolo      | AE          | Laura Peel    | Anhelina Brykina | Lina Kozomara  |
| 5. | 5 kwietnia 2025 | Airolo      | AE          | Oksana Jaciuk | Adéla Měrková    | Lina Kozomara  |
| 6. | 6 kwietnia 2025 | Airolo      | AE          | Lina Kozomara | Anhelina Brykina | Oksana Jaciuk  |

#### Klasyfikacje
| Lp. | Zawodnik                | Punkty |
| --- | ----------------------- | ------ |
| 1.  | Noé Roth                | 360    |
| 2.  | Maksym Kuzniecow        | 321    |
| 3.  | Dmytro Kotowski         | 305    |
| 4.  | Pirmin Werner           | 200    |
| 5.  | Dynmuchammed Rajymkułow | 180    |
| 6.  | Neville Erb             | 168    |
| 7.  | Andrin Läber            | 162    |
| 8.  | Ashton Salwan           | 144    |
| 9.  | Alexandre Duchaine      | 136    |
| 10. | Ołeksandr Okipniuk      | 129    |

| Lp. | Zawodniczka      | Punkty |
| --- | ---------------- | ------ |
| 1.  | Oksana Jaciuk    | 331    |
| 2.  | Lina Kozomara    | 324    |
| 3.  | Laura Peel       | 300    |
| 4.  | Anhelina Brykina | 290    |
| 5.  | Adéla Měrková    | 272    |
| 6.  | Vendula Měrková  | 186    |
| 7.  | Kristýna Šimková | 150    |
| 8.  | Diana Jabłonśka  | 143    |
| 9.  | Abbey Willcox    | 140    |
| 10. | Jewa Sniczuk     | 113    |

### Skicross(SX)

#### Mężczyźni
| Lp  | Data             | Miejscowość          | Konkurencja | 1. miejsce         | 2. miejsce         | 3. miejsce         |
| --- | ---------------- | -------------------- | ----------- | ------------------ | ------------------ | ------------------ |
| 1.  | 17 grudnia 2024  | Idre Fjäll           | SX          | Kilian Himmelsbach | Moritz Opetnik     | Alex Marro         |
|     | 18 grudnia 2024  | Idre Fjäll           | SX          | Odwołano           | Odwołano           | Odwołano           |
| 2.  | 16 stycznia 2025 | Lenk                 | SX          | Gil Martin         | Lucas Richard      | Alex Marro         |
| 3.  | 17 stycznia 2025 | Lenk                 | SX          | Nico Offenwanger   | Alex Marro         | Kilian Himmelsbach |
| 4.  | 24 stycznia 2025 | Reiteralm            | SX          | Gavin Rowell       | Lucas Richard      | Moritz Opetnik     |
| 5.  | 25 stycznia 2025 | Reiteralm            | SX          | Niklas Illig       | Noah Lubasch       | Gil Martin         |
|     | 1 lutego 2025    | Grasgehren           | SX          | Odwołano           | Odwołano           | Odwołano           |
|     | 2 lutego 2025    | Grasgehren           | SX          | Odwołano           | Odwołano           | Odwołano           |
| 6.  | 6 lutego 2025    | Les Contamines       | SX          | Moritz Opetnik     | Edgar Baillet      | Ambroise Paget     |
| 7.  | 7 lutego 2025    | Les Contamines       | SX          | Tom Barnoin        | Alex Marro         | Noah Lubasch       |
| 8.  | 15 lutego 2025   | Val di Fassa         | SX          | Sandro Lohner      | Nicolas Raffort    | Till Hugenroth     |
| 9.  | 16 lutego 2025   | Val di Fassa         | SX          | Alexis Jay         | Kilian Himmelsbach | Nico Offenwanger   |
|     | 1 marca 2025     | Plešivec             | SX          | Odwołano           | Odwołano           | Odwołano           |
|     | 2 marca 2025     | Plešivec             | SX          | Odwołano           | Odwołano           | Odwołano           |
| 10. | 7 marca 2025     | Passo San Pellegrino | SX          | Lucas Richard      | Kilian Himmelsbach | Alex Marro         |
| 11. | 8 marca 2025     | Passo San Pellegrino | SX          | Oliver Davies      | Evan Klufts        | Kilian Himmelsbach |
| 12. | 13 marca 2025    | Les Saisies          | SX          | Ambroise Paget     | Eliott Piccard     | Evan Klufts        |
| 13. | 14 marca 2025    | Les Saisies          | SX          | Alex Marro         | Alexis Jay         | Eliott Piccard     |
| 14. | 18 marca 2025    | Reiteralm            | SX          | Simon Fleisch      | Kilian Himmelsbach | Lucas Richard      |
| 15. | 19 marca 2025    | Reiteralm            | SX          | Moritz Opetnik     | Kilian Himmelsbach | Niklas Illig       |

#### Kobiety
| Lp  | Data             | Miejscowość          | Konkurencja | 1. miejsce              | 2. miejsce              | 3. miejsce            |
| --- | ---------------- | -------------------- | ----------- | ----------------------- | ----------------------- | --------------------- |
| 1.  | 17 grudnia 2024  | Idre Fjäll           | SX          | Leonie Bachl-Staudinger | Mattli Fersch           | Mathilde Brodier      |
|     | 18 grudnia 2024  | Idre Fjäll           | SX          | Odwołano                | Odwołano                | Odwołano              |
| 2.  | 16 stycznia 2025 | Lenk                 | SX          | Anna Dietrich           | Isabelle Zippert        | Leena Thommen         |
| 3.  | 17 stycznia 2025 | Lenk                 | SX          | Leonie Bachl-Staudinger | Christina Födermayr     | Isabelle Zippert      |
| 4.  | 24 stycznia 2025 | Reiteralm            | SX          | Isabelle Zippert        | Katharina Huber         | Abby McEwen           |
| 5.  | 25 stycznia 2025 | Reiteralm            | SX          | Leonie Bachl-Staudinger | Lou Chalvin             | Mathilde Brodier      |
|     | 1 lutego 2025    | Grasgehren           | SX          | Odwołano                | Odwołano                | Odwołano              |
|     | 2 lutego 2025    | Grasgehren           | SX          | Odwołano                | Odwołano                | Odwołano              |
| 6.  | 6 lutego 2025    | Les Contamines       | SX          | Isabelle Zippert        | Leonie Bachl-Staudinger | Katharina Huber       |
| 7.  | 7 lutego 2025    | Les Contamines       | SX          | Katharina Huber         | Mathilde Brodier        | Isabelle Zippert      |
| 8.  | 15 lutego 2025   | Val di Fassa         | SX          | Anna Dietrich           | Morgan Shute            | Anouck Errard         |
| 9.  | 16 lutego 2025   | Val di Fassa         | SX          | Anna Dietrich           | Isabelle Zippert        | Lou Chalvin           |
|     | 1 marca 2025     | Plešivec             | SX          | Odwołano                | Odwołano                | Odwołano              |
|     | 2 marca 2025     | Plešivec             | SX          | Odwołano                | Odwołano                | Odwołano              |
| 10. | 7 marca 2025     | Passo San Pellegrino | SX          | Anna Dietrich           | Katrin Ofner            | Isabelle Zippert      |
| 11. | 8 marca 2025     | Passo San Pellegrino | SX          | Chiara von Moos         | Anna Dietrich           | Marie Karoline Krista |
| 12. | 13 marca 2025    | Les Saisies          | SX          | Mathilde Brodier        | Anna Dietrich           | Isabelle Zippert      |
| 13. | 14 marca 2025    | Les Saisies          | SX          | Anna Dietrich           | Isabelle Zippert        | Chiara von Moos       |
| 14. | 18 marca 2025    | Reiteralm            | SX          | Leonie Bachl-Staudinger | Isabelle Zippert        | Anna Dietrich         |
| 15. | 19 marca 2025    | Reiteralm            | SX          | Leonie Bachl-Staudinger | Isabelle Zippert        | Anna Dietrich         |

#### Klasyfikacje
| Lp. | Zawodnik           | Punkty |
| --- | ------------------ | ------ |
| 1.  | Kilian Himmelsbach | 823    |
| 2.  | Alex Marro         | 746    |
| 3.  | Lucas Richard      | 653    |
| 4.  | Moritz Opetnik     | 593    |
| 5.  | Tom Barnoin        | 565    |
| 6.  | Gil Martin         | 537    |
| 7.  | Nico Offenwanger   | 512    |
| 8.  | Alexis Jay         | 371    |
| 9.  | Eliott Piccard     | 346    |
| 10. | Simon Fleisch      | 335    |

| Lp. | Zawodniczka             | Punkty |
| --- | ----------------------- | ------ |
| 1.  | Anna Dietrich           | 1026   |
| 2.  | Isabelle Zippert        | 1006   |
| 3.  | Leonie Bachl-Staudinger | 918    |
| 4.  | Mathilde Brodier        | 649    |
| 5.  | Katharina Huber         | 637    |
| 6.  | Chiara von Moos         | 480    |
| 7.  | Marie Karoline Krista   | 464    |
| 8.  | Martina Wyss            | 362    |
| 9.  | Lou Chalvin             | 349    |
| 10. | Valentine Lagger        | 333    |